# 竹内裕
竹内 裕（たけうち ゆたか、1939年 - ）は、日本のコンサルタント。

## 経歴
1939年、兵庫県生まれ。1963年、神戸商科大学（現兵庫県立大学）商経学部卒業。財団法人日本生産性本部（財団法人社会経済生産性本部）経営コンサルタントを経て1985年独立。2011年現在、株式会社ヒューマンウェア研究所代表取締役・パートナーコンサルタント。

## 著書
- 『人件費生産性を高める人事制度設計の考え方・進め方』（中央経済社、2010年）
- 『日本の賃金―年功序列賃金と成果主義賃金のゆくえ』（ちくま新書、2008年）
- 『「職能・役割」を重視する人事制度―人を育て活かす人事制度の構想と勘どころ』（中央経済社、2007年）
- 『パートタイマーのトータル人事制度―資格・考課・賃金制度構築のすすめ方』（中央経済社、2005年、共著）
- 『中堅・中小企業の能力・成果主義人事制度―志ある企業は原点に立ち返れ』（中央経済社、2005年）
- 『賃金カットの実務』（中経出版、2002年）
- 『能力主義人事制度のつくり方―21世紀に求められる企業人事のすべて』（PHP研究所、1998年）
- 『能力主義人事制度設計の実務―ポスト・職能資格人事制度を目指して』（生産性出版、1996年）
- 『能力主事人事の手引』（日経文庫、1996年）
- 『参画型経営計画―中・長期を見すえて』（同文舘出版、1996年、共著）
- 『「能力主義賃金」設計の実務』（生産性出版、1996年）
- 『年俸制の正しい導入の実務―能力主義時代の賃金制度』（中経出版、1995年）
- 『人事考課制度の設計―公正な評価が組織の活力を生む』（同文舘出版、1993年）
- 『職能資格制度の設計―自社版 職能資格基準はこうして作る』（同文舘出版、1992年）
- 『「人財」新時代―新世紀企業の盛衰はひとで決まる』（同文舘出版、1991年、共著）
- 『実践・管理者教科書―いま改めて基本に立ち返る』（同文舘出版、1989年、共著）
- 『職能資格人事制度―企業経営が変わる人事管理が変わる』（同文舘出版、1989年）
- 『実力管理者―伸びる企業はミドルができる』（同文舘出版、1989年）
- 『参画型 中・長期経営計画』（同文舘出版、1987年）
- 『新しい賃金制度―その考え方と作り方（4訂版）』（同文舘出版、1986年）
- 『管理者の新時代』（同文館出版、1980年）